# Mahamat Abdoulaye
Mahamat Abdoulaye (* 1953) ist ein tschadischer Politiker, der 1996 und 2006 erfolglos für das Amt als Staatspräsident kandidierte.

## Leben
Mahamat Abdoulaye war nach einem Studium der Rechtswissenschaften als Rechtsanwalt tätig und Vorsitzender der nach 1992 gegründeten Volksbewegung für Demokratie im Tschad MPDT (Mouvement populaire pour la démocratie au Tchad). Er kandidierte 1996 erstmals für das Amt als Staatspräsident. Er erreichte allerdings im ersten Wahlgang am 2. Juni 1996 lediglich 2,06 Prozent und verpasste damit den zweiten Wahlgang deutlich. Idriss Déby, der am 4. Dezember 1990 zunächst Präsident des Staatsrates und dann am 4. März 1991 Staatspräsident wurde, gewann 43,9 Prozent im ersten Wahlgang, dem Wadal Abdelkader Kamougue (12,3 Prozent), Saleh Kebzabo (8,6 Prozent) und Jean Alingué Bawoyeu (8,3 Prozent) folgten. Die Wahlbeteiligung lag bei 67,5 Prozent. Amtsinhaber Idriss Déby gewann im zweiten Wahlgang am 3. Juli 1996 71,6 Prozent der Stimmen in der Stichwahl bei den Präsidentschaftswahlen zwischen ihm und dem ehemaligen Außenminister Wadal Abdelkader Kamougue, der 28,4 Prozent erhielt. Die Wahlbeteiligung wurde offiziell auf 77,7 Prozent geschätzt, obwohl Beobachter sagten, dass sie deutlich niedriger war als die 67,5 Prozent der ersten Runde.
Nach der politischen Versöhnung mit Idriss Déby übernahm Abdoulaye 2005 im Kabinett Déby das Amt als Minister für Viehzucht, Dezentralisierung und Handel.
Bei den Präsidentschaftswahlen 2006 kandidierte Mahamat Abdoulaye für die MPDT erneut für das Amt des Staatspräsidenten. Im ersten Wahlgang am 3. Mai 2006 erhielt Amtsinhaber Idriss Déby	von der Patriotischen Wohlfahrtsbewegung MPS (Mouvement patriotique du salut)	bereits 1.863.042 Stimmen (64,67 Prozent) und war somit wiedergewählt. Seine Gegenkandidaten waren Delwa Kassiré Coumakoye von der Nationalen Sammlung für Demokratie und Fortschritt	RNDP (Rassemblement national pour la démocratie et le progrès), der 435.997 Stimmen (15,13 Prozent) erhielt, Albert Pahimi Padacké von der Nationalen Sammlung der tschadischen Demokraten RNDT (Rassemblement national des démocrates tchadiens), auf den 225.368 Stimmen (7,82 Prozent) entfielen, während Mahamat Abdoulaye mit seiner MPDT 203.637 Stimmen (7,07 Prozent) bekam. Auf den letzten Platz kam Brahim Koulamallah von der Sozialistischen Bewegung für afrikanische Erneuerung MSAR (Mouvement socialiste africain rénové), der 152.940 Stimmen (5,31 Prozent) erhielt. Die Wahlbeteiligung lag bei 53,1 Prozent. 2009 wurde er wegen angeblicher Kontakte zu tschadischen Rebellen festgenommen, im Gerichtsverfahren schuldig gesprochen und zu einer Freiheitsstrafe von drei Jahren verurteilt. 2013 wurde er von Staatspräsident Déby begnadigt und ging daraufhin ins Exil nach Dakar im Senegal. Dort gründete er mit der Panafrikanischen Bewegung für Demokratie und Gerechtigkeit MPDJ eine neue Partei. Er stand in Opposition zur tschadischen Einmischung in Zentralafrika, insbesondere in Mali und der Zentralafrikanischen Republik.